# Claude F. A. Schaeffer
Claude Frédéric-Armand Schaeffer (Estrasburg, 6 de març del 1898 -1982) fou un arqueòleg francès responsable d'encapçalar les recerques arqueològiques de la ciutat estat mesopotàmica d'Ugarit el 1929, on hi va descobrir les tauletes d'escriptura cuneïforme alfabètic.